# New Earth
"New Earth" (KBS 방영 제목:〈새로운 지구〉)는 영국의 공상과학 텔레비전 드라마 《닥터 후》 시즌 2의 첫번째 에피소드로 2006년 4월 15일 영국에서 첫방영되었다. 첫번째 시리즈의 마지막 에피소드 "The End of the World"와 이어지는 내용으로, 죽은 줄로만 알았던 악당 카산드라는 물론 수수께끼의 존재 보의 얼굴이 다시 돌아온다. "The End of the World"에서 지구가 파괴된 후인 50억 하고도 23년이 된 먼 미래에 닥터와 로즈가 새로운 지구에 발을 내딛고 어느 병원을 둘러보게 된다. 그곳은 플레니튜드 남매라 하는 고양이 얼굴을 한 종족들이 운영하는 곳으로, 섬뜩한 비밀을 숨기고 있었다.

## 줄거리
닥터는 로즈를 자신이 데려다줬던 가장 먼 곳으로 다시 데려간다. 바로 50억 하고도 23년이 지난 미래의 M87 은하였다. 지구가 파괴된 뒤 인류는 '새로운 지구'라는 이름의 세계로 터를 옮겨 살고 있었다. 닥터는 심리학 종이로 누군가로부터 호출 메시지를 받고 뉴뉴욕이라는 도시에 자리한 병원 내 26구역을 방문하게 된다. 그곳에서 닥터는 플레니튜드 자매라는 이름의 고양이 얼굴을 한 간호사들을 만나게 된다. 간호사들은 환자 치료에 여념이 없었는데, 닥터는 불치병에 걸려 곧 죽게 생겼던 환자들이 자매로부터 치료를 받고 어떤 이유에선지 완치되는 광경을 보고 흥미로워 한다. 닥터는 병실 한켠에 있는 보의 얼굴을 알아보고 다가가는데 알고보니 닥터에게 메시지를 보낸 이가 바로 보의 얼굴이었다. 한편 로즈는 닥터와 떨어져 지하층에 내리게 된다. 그곳에서 로즈는 칩의 호위로 카산드라 부인을 만나게 된다. 알고보니 칩은 카산드라를 보살펴주는 병원 복제인간이었다. 로즈는 카산드라를 경계하지만 카산드라는 병원에서 쓰고 있는 치료법에 의심을 갖고 로즈에게 같이 조사해 보자며 도와달라고 한다. 로즈는 싫다며 뒷걸음질치다 그만 사이코그래프트라는 기계에 걸려 붙잡히는데, 카산드라가 그 기계를 이용해 자신의 정신을 로즈의 몸 속에 불어넣는다. 새로운 몸이 생긴 카산드라는 로즈의 옷차림이 맘에 안 든다며 불평하지만, 이내 이것도 충분히 매력적이라고 단념한다. 카산드라는 로즈의 기억에 접근하여 닥터가 새로운 모습으로 변했다는 사실을 알게 된다.

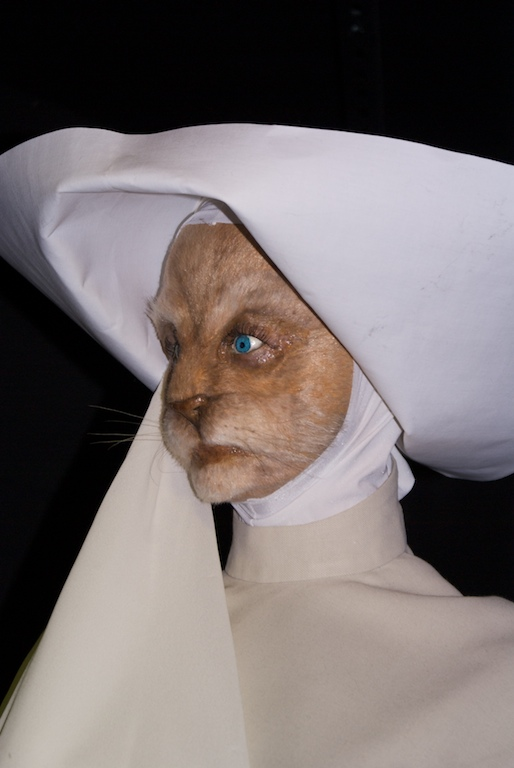
플레니튜드 자매

로즈 (카산드라)를 만난 닥터는 갑자기 자신에게 키스를 하고 첨단 컴퓨터 시스템 지식을 줄줄이 읊자 수상해 한다. 그후 닥터와 로즈 (카산드라)는 병원의 집중치료실로 보이는 공간으로 잠입하는데 그곳엔 수천 개의 격납고가 있어 인공으로 배양한 인간이 하나에 한 명씩 들어가 있었다. 이 인간 실험체들은 전 은하의 모든 병에 억지로 감염되어 자매들이 병의 치료법을 연구하는 데 쓰이고 있었다. 닥터는 이 잔악무도한 광경을 두고 자매들과 대적해 따지는데, 자매들은 밀려드는 이주민들과 그들이 걸린 병을 다 감당하려면 불가피한 방법이라며, 실험체들은 아무런 생명도 없는 단순한 고깃덩이에 불과하다고 우긴다. 닥터는 자매들이 로즈를 실험 대상으로 삼아 로즈가 이렇게 변해버렸다며 원래대로 되돌려 놓으라고 하는데, 더 이상 닥터를 속이는게 무의미하다고 생각한 로즈 (카산드라)는 가슴속에 넣어둔 마취가스를 닥터에게 뿌려 기절시키고 격납고에 가둬버린다. 그런 뒤엔 자매의 우두머리에게 접근해 인간 실험체들을 비밀로 덮어줄 테니 돈을 달라고 요구한다. 자매들이 거절하자 로즈 (카산드라)는 주의를 흐리기 위해 닥터와 실험체 일부를 풀어준다. 감염된 실험체들은 나머지 실험체들도 전부 격납고에서 풀어주고 곧 좀비처럼 병원의 감염되지 않은 사람을 찾아 공격하기 시작한다.
이상 징후를 감지한 병원은 곧 격리 폐쇄 조치를 취하고, 닥터와 로즈 (카산드라), 나머지 자매들은 높은층으로 탈출하려 한다. 그 과정에서 자매의 우두머리가 추락해 죽고, 카산드라의 정신은 닥터와 로즈의 몸을 옮겨다니다 한번은 감염체의 몸속으로 들어갔다 나온다. 안전한 곳으로 탈출해 다시 로즈의 몸으로 돌아온 카산드라는 감염 실험체들이 누군가를 만질수도 만지게 할 수도 없어 깊은 고독감 속에 빠져 있다는 것을 알게 된다. 26구역에 도착한 로즈 (카산드라)와 닥터는 병실의 모든 약물들을 모아 소독 샤워기에 붓는다. 그렇게 섞인 약물을 샤워를 통해 감염체들에게 뿌리자, 감염체들은 병이 순식간에 낫게 된다. 닥터는 약물을 맞고 나은 인간들더러 다른 감염체들에게 가서 치유해주도록 유도하고, 모든 감염체의 병이 나으면서 소동이 잠잠해진다. 경찰이 병원에 들어와 나머지 자매들을 체포하는 사이 보의 얼굴은 닥터에게 메시지를 하나 남기는데, 세번째로 만날 때와 마지막으로 만날 때까지 기다려줄 것이라는 메시지였다.
닥터는 카산드라에게 로즈의 몸에서 나오라고 명령한다. 죽음을 두려워하며 망설이던 카산드라에게 칩이 자진해서 몸을 내주고, 카산드라는 칩의 몸속으로 들어간다. 그러나 애초에 칩은 복제인간이었던 만큼 몸이 망가지기 시작했고, 카산드라는 죽음이 임박했음을 알고 이를 수용한다. 닥터는 카산드라의 죽기전 부탁을 들어주기 위해 카산드라가 마지막으로 아름답다는 소리를 들었던 밤으로 데려가 자신의 뒷모습을 보게 해 준다. 그곳에서 칩 (카산드라)은 파티에 참석한 카산드라 부인에게 다가가 아름답다는 말을 전해 주고는, 곧바로 쓰러져 젊은 카산드라의 품속에서 죽어간다. 카산드라가 행복한 임종을 맞이하자 닥터와 로즈는 타디스에 다시 오른다.

### 다른 에피소드와의 연관성
본 에피소드는 2005년 에피소드 "The End of the World"의 시간대에서 정확히 23년 후, 2007년 에피소드 "Gridlock"의 시간대로부터는 정확히 30년 전을 배경으로 삼고 있다. 원래 데이비스는 보의 얼굴이 이 에피소드에서 닥터에게 메시지를 완전히 전해주기로 해놓고 있었으나, 세번째 시리즈 제작이 확정되면서 보의 메시지 공개를 다음 시즌으로 미루기로 재빨리 바꾸었다는 후문이 있다.
작중 맨하탄 공작이 걸린 병 이름은 '석화증' (Petrifold Regression)이라고 해서 돌처럼 딱딱하게 굳어가게 만드는 병으로 나온다. 이 병은 뉴 시리즈 어드벤처 사의 소설판 《The Stone Rose》 (재클린 레이너 작)에서도 언급된다.
에피소드 코멘터리에서 러셀 T 데이비스는 따르면 카산드라의 젊은 시절은 파티에 참석한 자신에게 아름답다고 말해준 남자에게 달려 있는데, 나중에 카산드라가 칩이 되어 그 말을 한 장본인이 된다. 때문에 칩은 태어나기도 전의 과거로 보내지게 되었고, 칩이 살아가는 과정의 첫번째 순간은 칭찬을 해준 그 순간도, 처음에 복제될 때도 아니므로 존재의 역설을 만들어 버렸다고 말했다. 같은 코멘터리에서 테넌트는 "The Christmas Invasion"이 끝나고 나서부터 이미 타디스는 여행 중인 상태였으며, 실제 에피에서는 다뤄지지 않은 여러 모험이 있었거나, 아니면 (본 에피 초반에 크리스마스 같은 분위기는 더 이상 찾아보기 힘들다는 점에서) 닥터가 "거기 (런던)에서 잠깐 살았던 것"은 아닐까라고 추측했다.

### 리뷰
- (영어) 〈New Earth〉   - 아웃포스트 갈리프레이 리뷰
- (영어) "New Earth"  리뷰 - The Doctor Who Ratings Guide